# بطولة كرة القدم الألمانية 1948
بطولة كرة القدم الألمانية 1948 (بالألمانية: Deutsche Fußballmeisterschaft 1947/48)‏ هو الموسم 38 من بطولة كرة القدم الألمانية ‏. أقيم خلال الفترة 18 يوليو 1948 وحتى 8 أغسطس 1948، وأشرف على تنظيمه اتحاد ألمانيا لكرة القدم، وكان عدد الأندية المشاركة فيه 8، وفاز فيه نادي نورنبرغ.